# Carlsberg (Pfalz)
Carlsberg település Németországban, Rajna-vidék-Pfalz tartományban. Lakosainak száma 3526 fő (2023. december 31.).

## Népesség
A település népességének változása:
| Lakosok száma | 2696 | 3385 | 3420 | 3527 | 3523 | 3526 |
|               | 1975 | 2017 | 2019 | 2021 | 2022 | 2023 |